# (1691) Oort
(1691) Oort – planetoida z pasa głównego asteroid okrążająca Słońce w ciągu 5 lat i 234 dni w średniej odległości 3,17 au. Została odkryta 9 września 1956 roku w Landessternwarte Heidelberg-Königstuhl w Heidelbergu przez Karla Reinmutha i Ingrid van Houten-Groeneveld. Planetoida została nazwana na cześć Jana Oorta (1900–1992), holenderskiego astronoma. Przed nadaniem nazwy planetoida nosiła oznaczenie tymczasowe (1691) 1956 RB.